# Armoiries de la Tanzanie
Les armoiries de la Tanzanie ont la même forme que celles utilisées habituellement par les guerriers. Elles sont divisées en quatre parties.

## Description
Dans la partie supérieure, sur un champ d'or, une torche; dans la deuxième partie, le Drapeau de la Tanzanie; dans la troisième partie, deux haches d'or; dans la quatrième partie : trois ondes d'azur et d'argent. 
Sur les trois parties inférieures, une lance d'or.
Le blason est soutenu par deux figures en forme de citoyens tanzaniens, et un homme et une femme, portant chacun une défense d'éléphant. Aux pieds de l'homme, on peut voir une plante de Giroflier et aux pieds de la femme une plante de coton. La tête de la femme est couverte par un foulard jaune.
Sous le blason on peut voir une représentation du Kilimandjaro.
Dans la partie inférieure écrit sur une ceinture, on peut lire la devise nationale en swahili : "Uhuru na Umoja" (“liberté et unité”).

## Significations
- Partie supérieure : le fond doré représente les ressources minérales du pays. La torche symbolise la liberté et l'éducation de la population.
- La troisième partie, de gueules, représente, la fertilité du sol africain. Les deux haches, deux outils utilisés par la population, représentent le progrès économique.
- La partie inférieure qui est composée d'ondes bleues et blanches, symbolisent la terre, la mer, les lacs, et la côte tanzanienne.
- La lance est le symbole de la défense.
- Les plantes représentent l'agriculture.